# Bödlarna
Bödlarna (originaltitel: The Killers) är en amerikansk film från 1964 i regi av Don Siegel. Huvudrollerna spelas av Lee Marvin och Clu Gulager. Filmen är den andra, efter Hämnarna (1946), filmatiseringen av Ernest Hemingways novell "The Killers" (svensk titel: Hämnarna), publicerad 1927.
Bödlarna var den första långfilmen någonsin som gjordes i första hand för visning i TV. Den är också känd för att vara Ronald Reagans sista framträdande som professionell skådespelare.

## Handling
Charlie Strom (Lee Marvin) och Lee (Clu Gulager) är två propert klädda yrkesmördare som efter en lyckad dag på jobbet, med Johnny North (John Cassavetes) som offer, börjar grubbla över varför denne inte flydde fast han hade chansen. De börjar undersöka saken på sin fritid och ägnar sig åt en smått bisarr kartläggning av sitt senaste offers liv för att finna svaret.

## Medverkande
| Lee Marvin      | – Charlie Strom  |
| Angie Dickinson | – Sheila Farr    |
| John Cassavetes | – Johnny North   |
| Ronald Reagan   | – Jack Browning  |
| Clu Gulager     | – Lee            |
| Claude Akins    | – Earl Sylvester |